# Riad Beyrouti
Riad Beyrouti (Damasco, 6 maggio 1944 – Honfleur, 4 novembre 2019) è stato un pittore e scultore siriano.
Ha vissuto nella Bassa Normandia dal 1969.

## Biografia
Era diplomato alla Scuola Nazionale di Belle Arti di Damasco, dove si era laureato in scultura.
Si trasferì in Francia nel 1969 e ha frequentato l'École Nationale Supérieure des Beaux-Arts di Parigi, specializzandosi in scultura.
César Baldaccini è stato responsabile del dipartimento di scultura in quel momento. 
Ha partecipato a diverse mostre a Caen e Honfleur.

## Opere

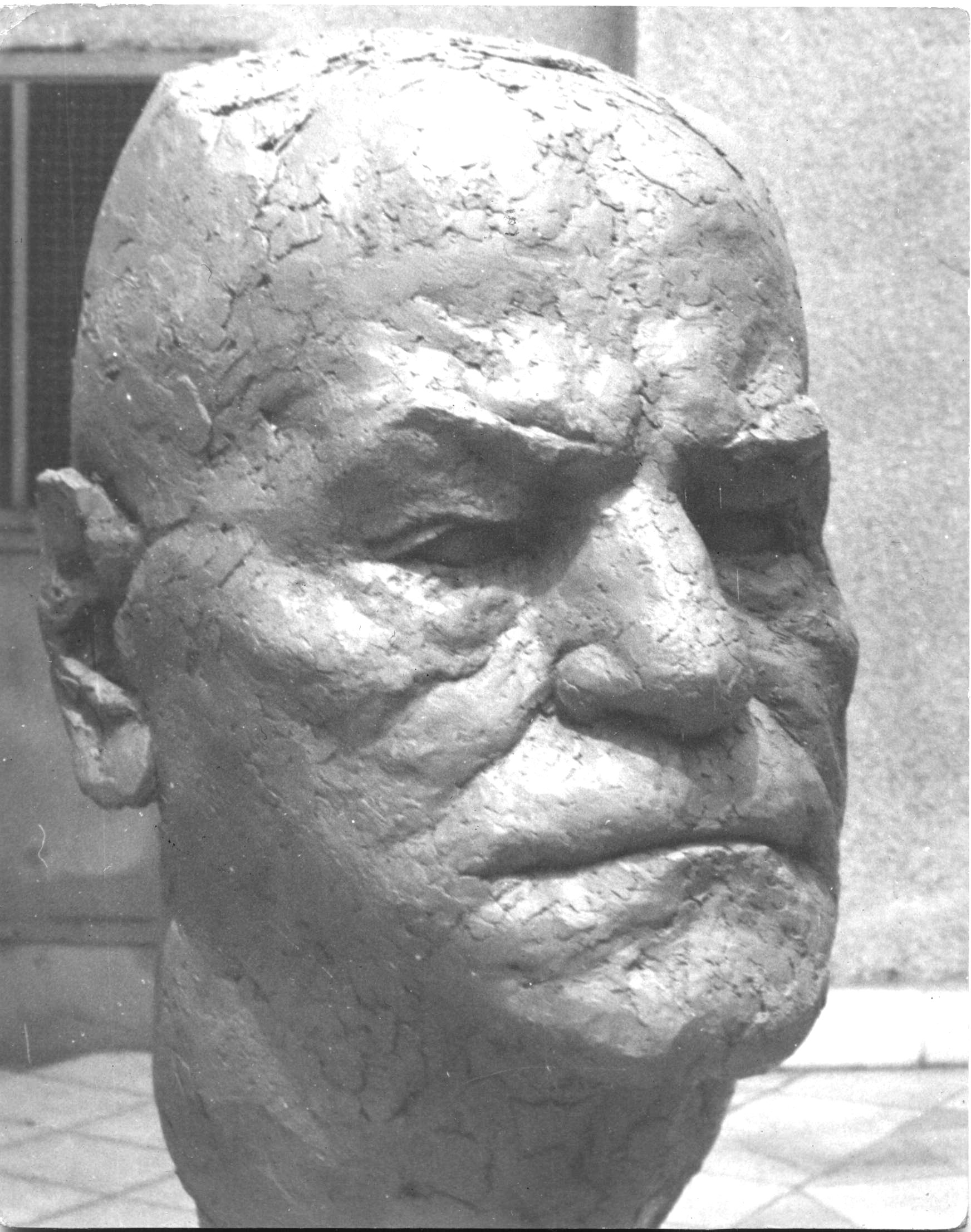
Scultura
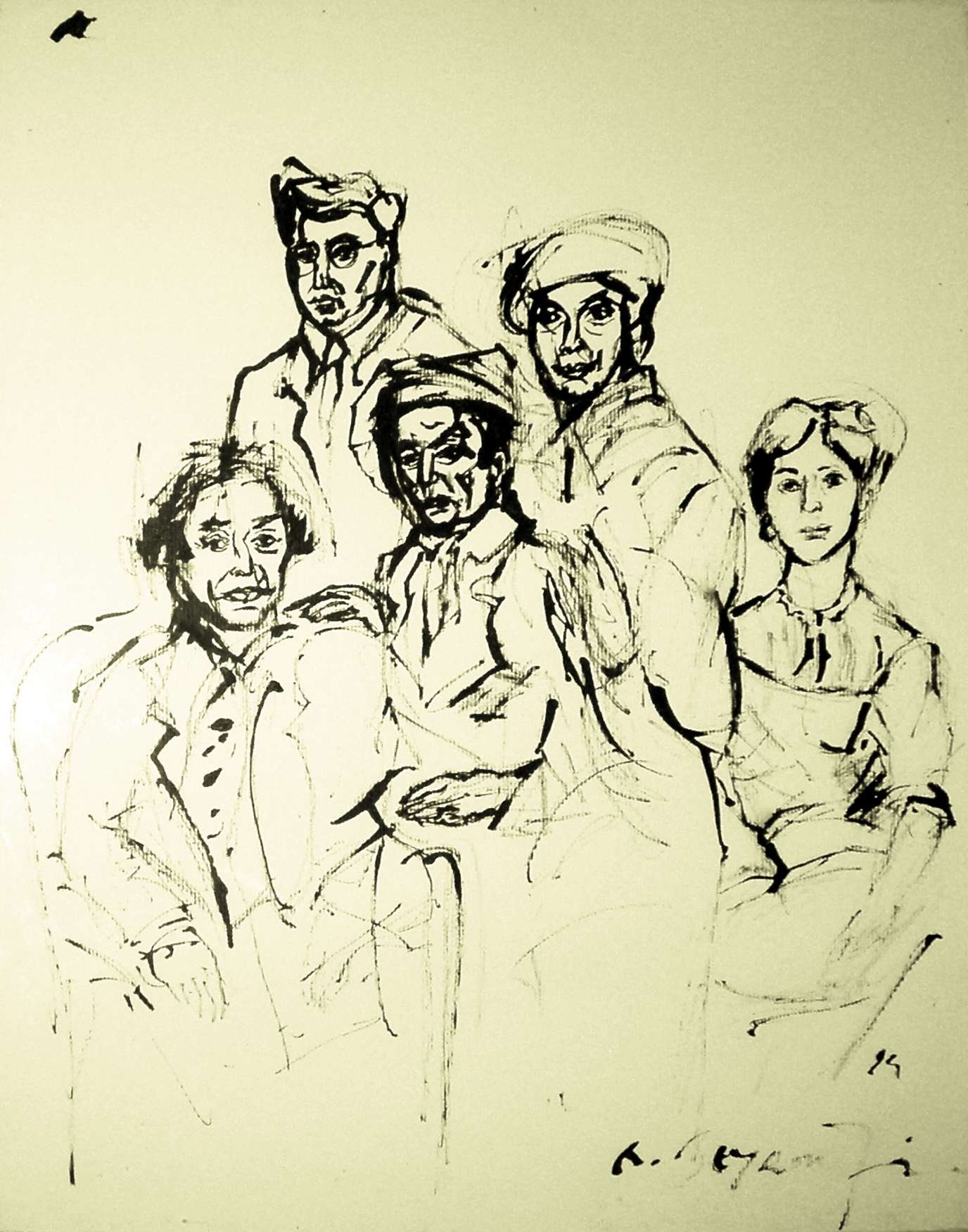
Monocroma
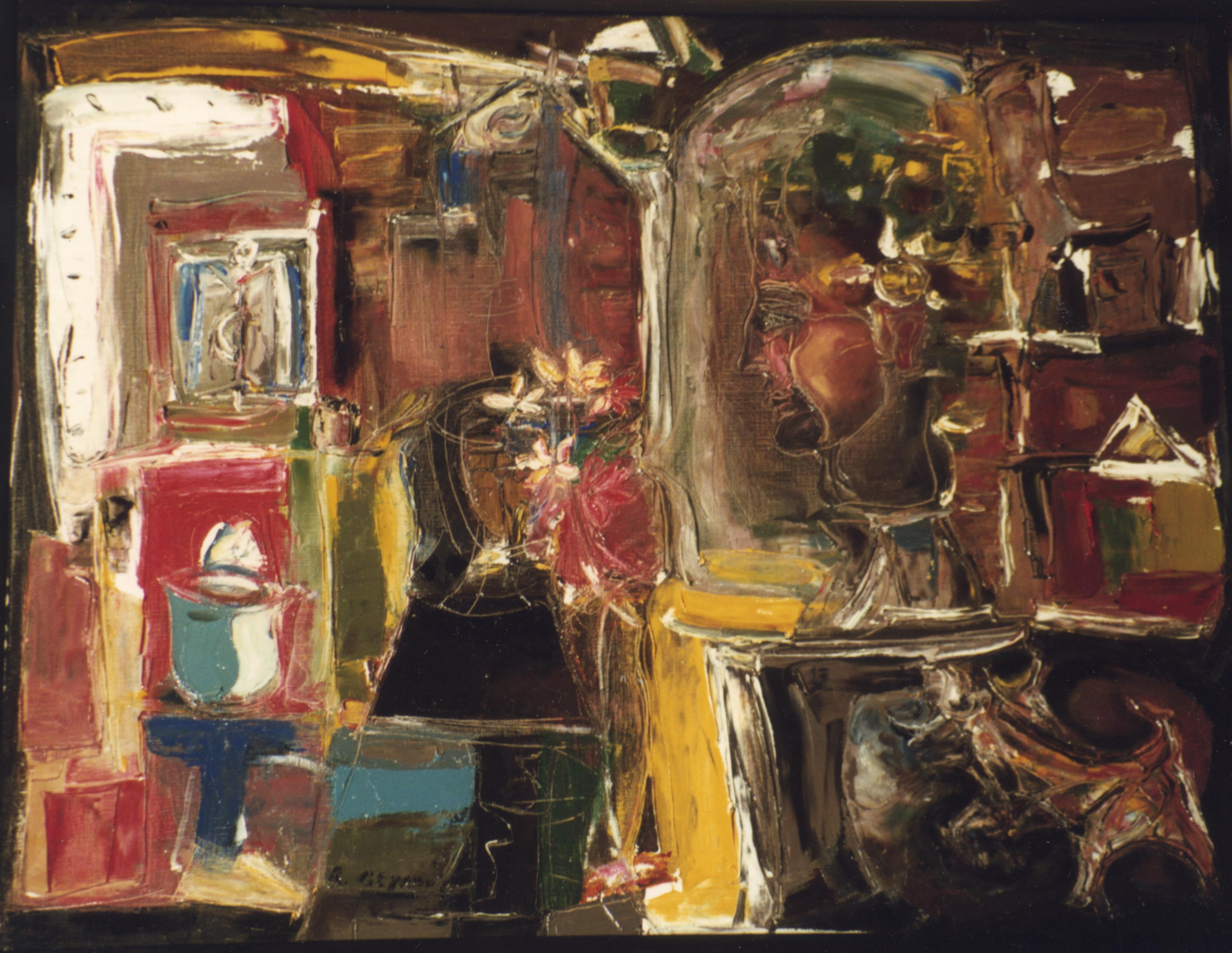
Olio su tela
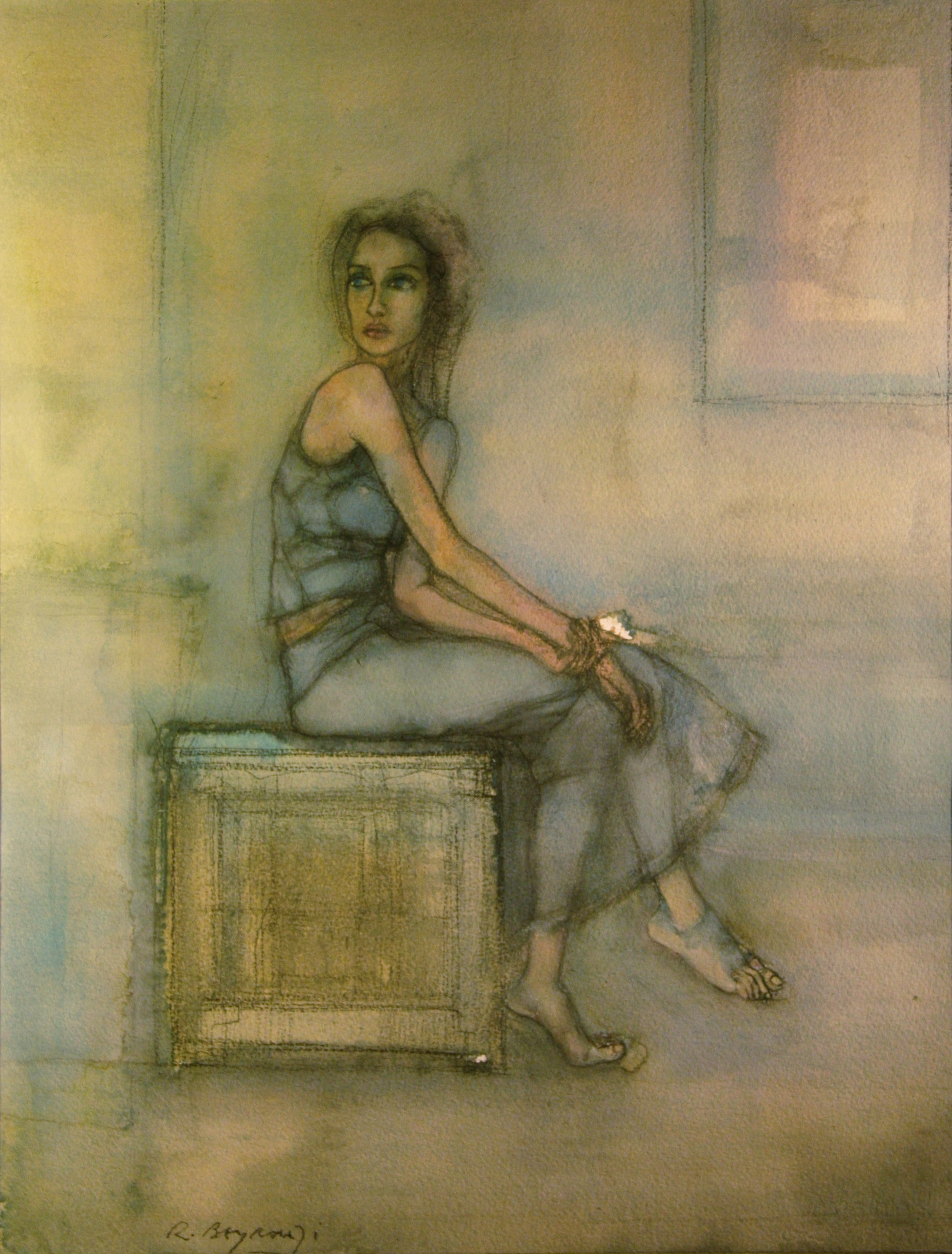
Pittura ad inchiostro

### Scultura
- Platon, 1968
- L'uomo e il tempo, 1968

### Pittura
- Pittura ad inchiostro
- Pittura a olio

### Prezzi
Una pittura a inchiostro su carta (54x58 cm) è stata acquisita dalla regione della Bassa Normandia il 24 febbraio 1984 al prezzo di 7200 Frs.